# ホースト・ホフマン
ホースト・ホフマン（Horst Hoffman、1935年9月29日 - ）は、ドイツ出身の元プロレスラー（出生地はチェコスロバキア。生年は諸説あり、1942年ともされる）。
現役選手時代はヨーロッパを代表する正統派の本格テクニシャンとして活躍した。日本には国際プロレスや全日本プロレスに来日し、アメリカではAWAのリングに出場したことがある。

## 来歴
体育教師を経て、西ドイツ（当時）のプロモーターのグスタル・カイザーにスカウトされ1957年にプロレスラーとしてデビュー。1960年代はハノーバー、ブレーメン、パリなど欧州各地のトーナメントに参加して優勝し、ヨーロッパ遠征から帰国した豊登に「ロビンソンより強い男がいる」などと言わしめた。1971年7月には、そのビル・ロビンソンのアメリカ進出で空位になっていたヨーロピアン・ヘビー級王座をトーナメントに勝ち抜いて獲得、1974年2月にアルバート・ウォールに敗れるまで保持した。
1972年3月、国際プロレスの第4回IWAワールド・シリーズに初来日。ドン・レオ・ジョナサン、ジョージ・ゴーディエンコ、バロン・フォン・ラシク、そして当時モンスター・ロシモフと名乗っていたアンドレ・ザ・ジャイアントなどの強豪が集結した同シリーズにおいて、地味ながら本格派のテクニックを披露してファンや関係者を唸らせた。再来日となる1973年3月7日には四日市にてストロング小林のIWA世界ヘビー級王座に挑戦。国際には1974年6月にも来日している。
この間、国際プロレスのブッキングでアメリカのAWAにも進出。1973年の短期参戦時はベビーフェイスのポジションだったが、1974年の再遠征からはドイツ系アメリカ人のバロン・フォン・ラシクと共闘してヒールに転向。因縁のビル・ロビンソンをはじめ、ジェフ・ポーツ、クリス・テイラー、クラッシャー・リソワスキー、レッド・バスチェン、ケン・パテラ、イワン・プトスキーらと対戦した。同年には、バーン・ガニアが保持していたAWA世界ヘビー級王座にも度々挑戦している。
1975年にはスーパースター・ビリー・グラハム&ダスティ・ローデスのチームと抗争。グラハムは前年末にラシク&ホフマンと仲間割れしてベビーフェイスに転向しており、助っ人にローデスをフロリダから呼び寄せるというアングルが組まれた。ロシア人ギミックのボリス・ブレジニコフを交えた反米ユニットとして、グラハム&ローデスにアンドレ・ザ・ジャイアントが加わった豪華トリオとの6人タッグマッチも行われている。
1975年よりAWAの提携先が国際プロレスから全日本プロレスに移行したことを機に、同年12月に開催された全日本のオープン選手権にヨーロッパ・ヘビー級王者として来日。公式戦ではドリー・ファンク・ジュニア、パット・オコーナー、ミスター・レスリング、ディック・マードック、ザ・デストロイヤー、ヒロ・マツダ、ジャンボ鶴田と対戦し、最終戦の川崎大会ではジャイアント馬場の優勝戦の相手を務めた（敗退したものの、馬場をサイド・スープレックスで投げている）。なかでもドリーとの対戦は、米欧の実力者による本格派の対決として名勝負といわれた。
以降、日本での主戦場を全日本プロレスに移して、1976年5月の来日時にはアントン・ヘーシンクと再三対戦。1977年6月の来日時には大宮にてハーリー・レイスと組み、鶴田&デビュー直後の天龍源一郎（後の鶴龍コンビ）と対戦している。同年12月には世界オープンタッグ選手権にビル・ロビンソンとの欧州代表コンビで参加。実力者同士のタッグチームとして注目され、アブドーラ・ザ・ブッチャー&ザ・シークとの公式戦ではラフファイトの強さも見せたが、チームワークに難があり戦績は芳しくなかった。このオープンタッグへの参戦が最後の来日となっている。
現役時代から副業としてドイツでディスコやアパートメントを経営し、アメリカのテキサスにも果樹園を所有していたというが、引退後の消息は不明。

## 追記
- 国際プロレスへの初来日時に一緒だったバロン・フォン・ラシクは、後にAWAや全日本プロレスでもコンビを組んだ戦友であり[18]、レスリングの強豪でプライベートは物静かな紳士という点でも共通していた[17]。AWAでドイツ系タッグを結成した際は、本来は正統派のホフマンもヒールのラシクに合わせ、赤マントに黒いロングタイツという出で立ちに変身[19]。技もラシク同様にクロー攻撃を使用していた[19][20]。
- ボー・アンド・アロー・バックブリーカーの開発者としても知られているが[3]、この技の日本における代表的な使い手であるアントニオ猪木との対戦は一度も実現しなかった。1974年に新日本プロレスが開催した『第1回ワールドリーグ戦』に参加候補選手として名前が挙がっていたものの、新日本参戦は幻に終わっている。
- 藤波辰爾は1975年6月、初の海外武者修行で西ドイツに渡った際、ホフマンと対戦して子供扱いされたという[21]。藤波は1978年の凱旋帰国時にホフマンと試合をしてみたかったとも語っている[21]。新日本プロレスの選手では1976年にも、同じく海外修行時代の小沢正志と藤原喜明がドイツでホフマンの胸を借りた[22]。
- ヨーロピアン・スタイルの高度なレスリング技術を持っていたものの、華やかさに欠けるため地味な存在に終わったホフマンだが、彼をリスペクトするレスラーは少なくない。三沢光晴もその一人で、三沢のイメージカラーであるグリーンは、ホフマンが全日本プロレス参戦時に着用していたロングタイツの色に倣ったものである[23][24]。
- ジャイアント馬場は自著において「ホフマンは強いことは強いがいかにも地味すぎる。日本だからホフマンをトップとして扱っても客は納得するが、アメリカでは…」「ほとんどの面でビル・ロビンソンより上だったと思う。もう少し派手さがあれば日本でもアメリカでも人気が出て、ロビンソンの上にランクされたことだろう」などと語っていた[25]。
- 1977年の世界オープンタッグ選手権でのロビンソンとの欧州代表コンビは、個々の実力からいえば決して馬場&鶴田やザ・ファンクスに劣らなかったが、チームワークに難があってふるわなかった。プロレス評論家の流智美はこのチームについて「（BI砲決別以降の）馬場と猪木が別々に地球の反対側の国に呼ばれて、いざ着いてみたら『タッグを組んでくれ』と言われたようなもの」とまで例えている。
- 1974年の後半からAWA地区を約1年遠征していた当時、バーン・ガニアがホフマンについて「実力ではNo.１。しかし強すぎて…」と意味深長な発言をしていた[26]。

## 得意技
- サイド・スープレックス
- ボー・アンド・アロー・バックブリーカー

## 獲得タイトル
- ヨーロピアン・ヘビー級王座：1回[4]